# Rhaphidorrhynchium purpuripes
Rhaphidorrhynchium purpuripes är en bladmossart som beskrevs av Brotherus 1925. Rhaphidorrhynchium purpuripes ingår i släktet Rhaphidorrhynchium och familjen Sematophyllaceae. Inga underarter finns listade i Catalogue of Life.